# Calliostoma granulatum
Calliostoma granulatum är en snäckart som först beskrevs av Born 1778.  Calliostoma granulatum ingår i släktet Calliostoma och familjen Calliostomatidae. Inga underarter finns listade i Catalogue of Life.

## Bildgalleri

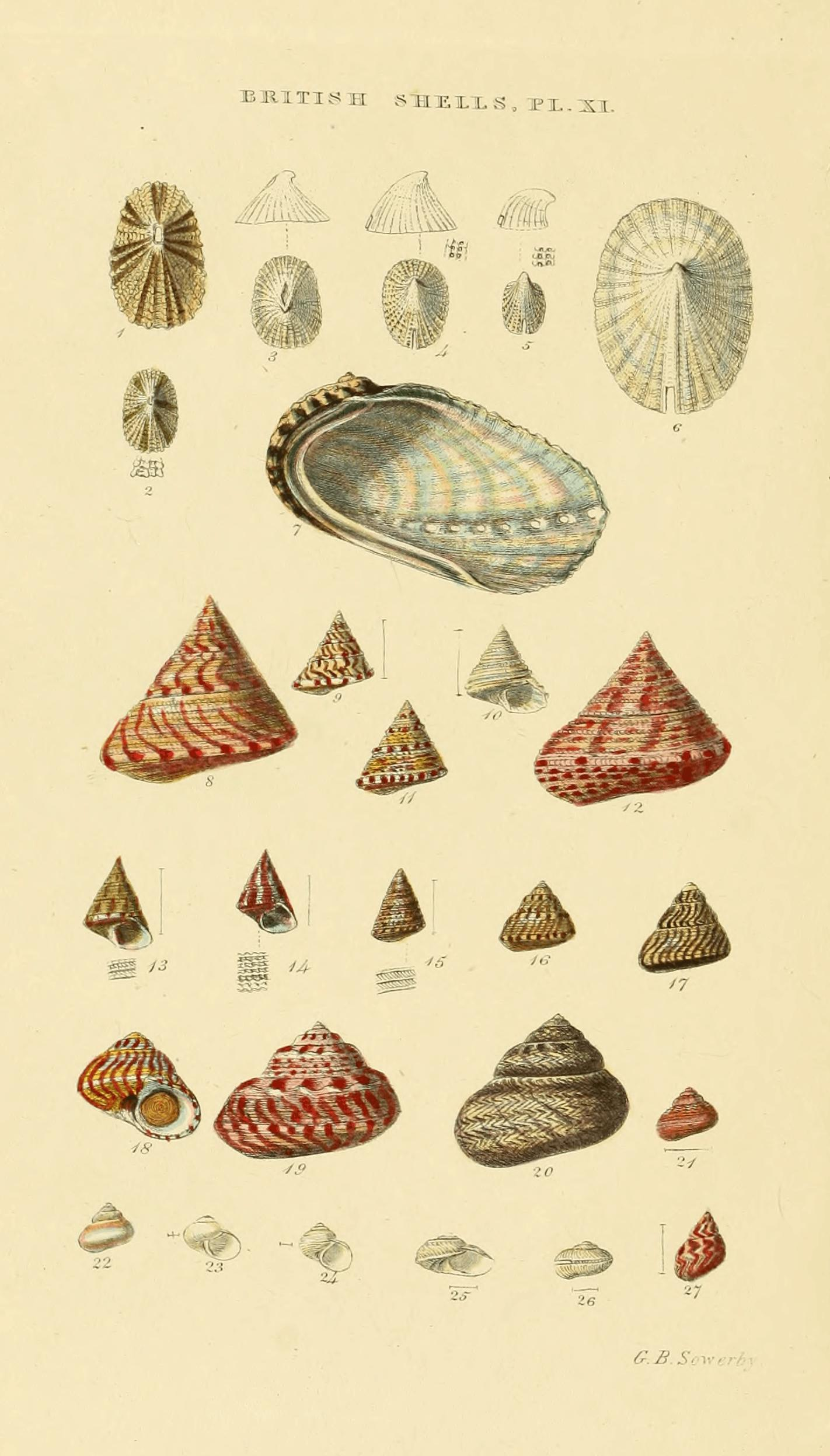